# Nemesbük
Nemesbük is een plaats (község) en gemeente in het Hongaarse comitaat Zala. Nemesbük telt 598 inwoners (2001).